# Cometa West

Animação da órbita do cometa C/1975 V1 ao redor do Sol.
C/1975 V1·
Sol·
Mercúrio·
Vênus·
Terra·
Marte

Cometa West, formalmente designado C/1975 V1, 1976 VI e 1975n, foi um cometa descrito como um dos objetos mais brilhantes a passar pelo Sistema Solar interno em 1976. É frequentemente descrito como um “grande cometa”.

## História
Foi descoberto fotograficamente por Richard M. West, do European Southern Observatory, em 10 de agosto de 1975. O cometa chegou ao periélio (posição mais próxima do Sol) em 25 de fevereiro de 1976. Durante o periélio, o cometa teve uma elongação solar mínima de 6,4° e, como resultado da dispersão frontal da luz, atingiu uma magnitude aparente de −3. De 25 a 27 de fevereiro, os observadores relataram que o cometa era brilhante o suficiente para ser estudado durante o dia.
Apesar de seu brilho, o Cometa West foi amplamente ignorado pela mídia popular. Isso se deveu em parte à exibição relativamente decepcionante do Cometa Kohoutek em 1973, que havia sido amplamente previsto para se tornar extremamente proeminente: os cientistas estavam cautelosos em fazer previsões que pudessem aumentar as expectativas do público.
No entanto, o The New York Times relatou em 2 de março de 1976 que West era “um cometa que pode se provar um dos mais brilhantes desta década” e seria “visível a olho nu.”

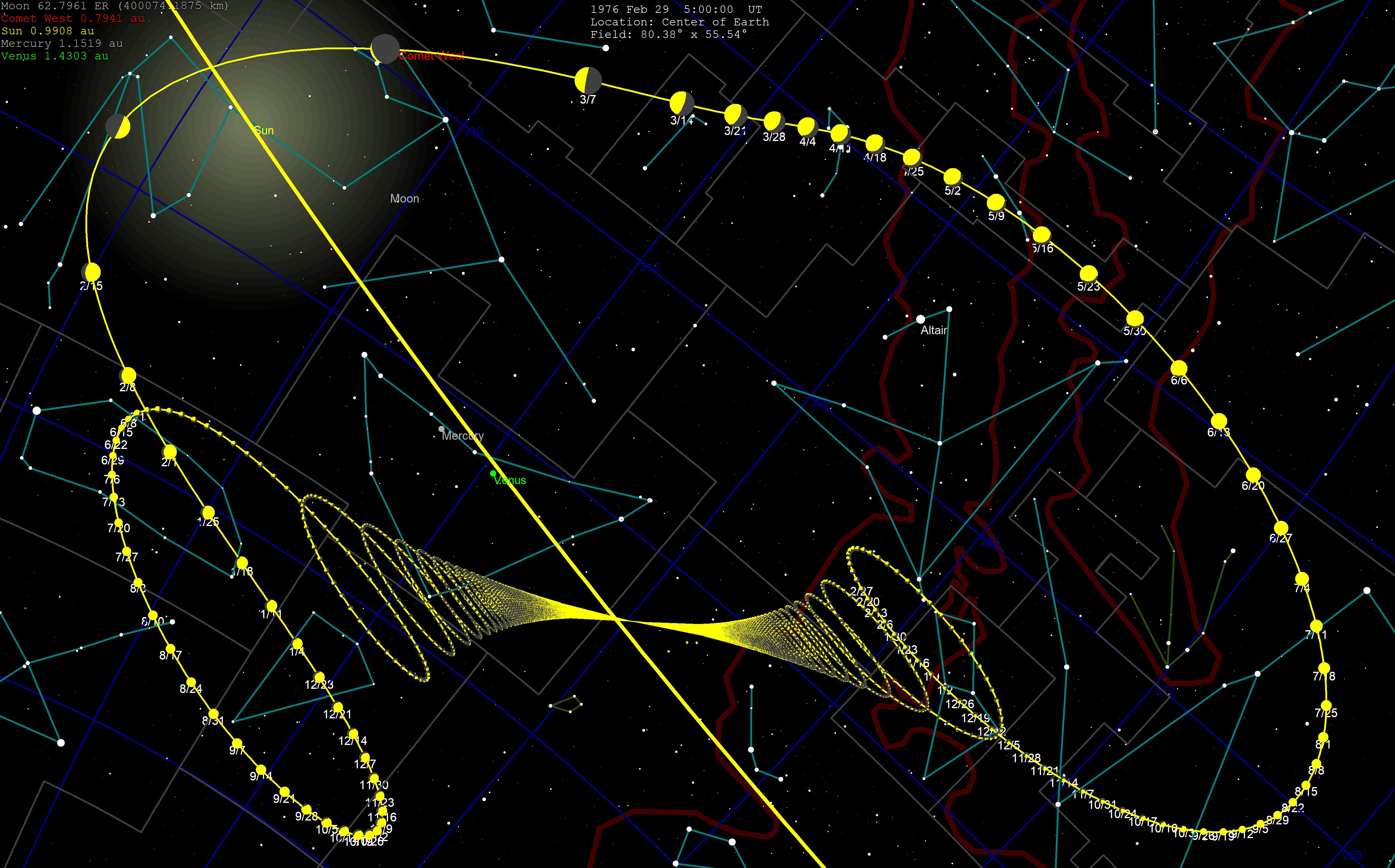
Caminho no céu para o Cometa West, com movimento de 7 dias. Os loops retrógrados são causados pela paralaxe do movimento anual da Terra ao redor do Sol. O maior movimento ocorre quando o cometa está mais próximo da Terra.

## Período
Com uma trajetória quase parabólica, as estimativas para o período orbital deste cometa variaram de 254.000 a 558.000 anos. Calcular a melhor órbita ajustada para este cometa de longo período é mais difícil, pois ele passou por um evento de ruptura que pode ter causado uma perturbação não gravitacional da órbita. O Catálogo de Órbitas Cometárias do SAO de 2008 mostra 195 observações para o C/1975 V1 e 135 para C/1975 V1-A, totalizando 330 (218 observações foram usadas no ajuste).

## Ruptura
Antes da passagem pelo periélio, e usando 28 posições obtidas entre 10 de agosto de 1975 e 27 de janeiro de 1976, estimou-se que o Cometa West tinha um período orbital de cerca de 254.000 anos. À medida que o cometa passava a menos de 30 milhões de km do Sol, observou-se que o núcleo se dividiu em quatro fragmentos.
O primeiro relato da divisão veio por volta de 7 de março de 1976 às 12:30UT, quando foram recebidos relatos de que o cometa havia se dividido em duas partes. O astrônomo Steven O’Meara, usando o telescópio refrator de 9 polegadas de Harvard, relatou que dois fragmentos adicionais se formaram na manhã de 18 de março.[carece de fontes?]
A fragmentação do núcleo foi, na época, uma das poucas divisões de cometas observadas, sendo um dos exemplos anteriores mais notáveis o Grande Cometa de 1882, um membro da ‘família’ de cometas rasantes Kreutz. Mais recentemente, os cometas Schwassmann-Wachmann-3 (73P), C/1999 S4 LINEAR e 57P/du Toit-Neujmin-Delporte foram observados se dividindo ou se desintegrando durante sua passagem próxima ao Sol.[carece de fontes?]
O cometa está a mais de 50 UA (7,5 bilhões de km) do Sol desde 2003.

## Nomenclatura
Na nomenclatura da época, era conhecido como ‘‘Cometa 1976 VI’’ ou ‘‘Cometa 1975n’’, mas a nomenclatura moderna é ‘‘C/1975 V1’’. (Note que “1976 VI” usa o numeral romano VI = 6, enquanto “C/1975 V1” é a letra V e o número 1).